# Прессованное стекло
Прессованное стекло (также тиснёное стекло) — технология производства стекла, широко использовавшаяся в XIX веке. Предметы, в основном посуда, изготавливались путём прессования расплавленного стекла в форму. В настоящее время изделия XIX века представляют интерес для коллекционеров. Изготовление сосудов из прессованного стекла обычно требует использования разъёмной формы, стенки должны быть сравнительно толстыми и на сосудах остаются характерные швы. Поэтому, несмотря на эффективность производства и дешевизну («стекло для бедных»), технология прессования стекла в современности применяется лишь для нишевых изделий (например, стёкол автомобильных фар, стеклянной кухонной посуды без ручек и стеклоблоков).
Идея вдавить размягчённое стекло в форму возникла очень давно, небольшие древнеегипетские образцы датируются V веком до н. э. Однако, создание машин для прессования относится к началу XIX века (исследователи расходятся по вопросу о конкретном — американском — изобретателе). Одним из пионеров технологии была Бостон энд Сандвич гласс компани, которая освоила выпуск изделий уже в 1820-х годах, заводы в Англии переняли технологию в 1830-х годах. Посуда из прессованного стекла традиционно покрывалась сложной сеткой узоров для отличия от гранёного стекла (где подобные узоры сделать трудно) и с целью скрыть следы швов и неидеальность поверхности.